# Föreningen Sveriges Fria Arbetare
Föreningen Sveriges Fria Arbetare var en opolitisk sammanslutning för "handens och hjärnans arbetare i Sverige" som bildades 1937. Föreningen hade sitt säte i Stockholm och var till för arbetare och tjänstemän som ville stå utanför fackföreningarna. Dess verksamhet gick ibland ut på strejkbryteri. 
Föreningen hyllade principen om arbetets frihet. Dess uppgift var "att vara medlemmarna behjälpliga med anskaffande av arbete samt att tillvarataga deras intressen vid förekommande arbetstillfällen och med alla lagliga medel förhinda att medlemmarna trakasseras i sina åligganden så att de icke kunna fullgöra åtagna arbeten och ändamålet är att i anslutning härtill bereda tryggad utkomst åt medlemmarna". Man var emot arbetsmonopol; strejk och blockad var förbjudna.